# 钦州专区
钦州专区是中华人民共和国广西壮族自治区已撤销的专区，在今广西壮族自治区南部。辖合浦、钦县、灵山、防城4县。
1951年2月19日，广东省人民政府通知，决定将钦廉专区所属的合浦县、灵山县、钦县、防城县、北海市委托广西省领导。3月，专署移治钦州镇，并改称钦州专区。 1952年3月8日，北海市和钦州专区正式划归广西省。原属容县专区的博白县划入钦州专区；由合浦县析置浦北县。
1953年，钦州专署迁驻合浦县廉州镇。1955年7月1日，中国国务院决定，将钦州专区的钦县、合浦县、灵山县、防城县、浦北县及北海市划为广东省领导，北海市改由广东省直辖；博白县划回容县专区。
1956年2月28日，钦州专区改名合浦专区。1959年，撤销合浦专区，并入湛江专区。
1965年6月26日，原属广东省湛江专区的合浦、灵山、钦州僮族自治县、东兴各族自治县和北海市划归广西壮族自治区；撤销钦州僮族自治县，改设钦州县；恢复钦州专区，专署驻钦州县；原属南宁专区的上思县划入钦州专区；恢复浦北县；北海市由钦州专区代管。钦州专区辖1市、5县、1自治县。
1971年，撤销钦州专区，改置钦州地区。 